# Seznam dílů seriálu Pomsta
Toto je seznam dílů seriálu Pomsta. Americký dramatický seriál Pomsta vysílá od září 2011 televize ABC. V Česku ho připravila do vysílání stanice Prima Love.

## Přehled řad
| Řada | Díly | Premiéra v USA | Premiéra v USA  | Premiéra v ČR   | Premiéra v ČR   |
| Řada | Díly | První díl      | Poslední díl    | První díl       | Poslední díl    |
| ---- | ---- | -------------- | --------------- | --------------- | --------------- |
| 1    | 22   | 21. září 2011  | 23. května 2012 | 28. ledna 2013  | 23. června 2013 |
| 2    | 22   | 30. září 2012  | 12. května 2013 | nebylo vysíláno | nebylo vysíláno |
| 3    | 22   | 29. září 2013  | 11. května 2014 | nebylo vysíláno | nebylo vysíláno |
| 4    | 23   | 28. září 2014  | 10. května 2015 | nebylo vysíláno | nebylo vysíláno |

## Seznam dílů

### První řada (2011–2012)
| Č. v seriálu | Č. v řadě | Původní název | Český název  | Režie              | Scénář                                 | Premiéra v USA     | Premiéra v ČR   |
| ------------ | --------- | ------------- | ------------ | ------------------ | -------------------------------------- | ------------------ | --------------- |
| 1            | 1         | Pilot         | Pilot        | Phillip Noyce      | Mike Kelley                            | 21. září 2011      | 28. ledna 2013  |
| 2            | 2         | Trust         | Důvěra       | Phillip Noyce      | Mike Kelley a Joe Fazzio               | 28. září 2011      | 4. února 2013   |
| 3            | 3         | Betrayal      | Zrada        | Matt Earl Beesley  | Salvatore Stabile                      | 5. října 2011      | 11. února 2013  |
| 4            | 4         | Duplicity     | Pokrytectví  | Matt Shakman       | Wendy Calhoun                          | 12. října 2011     | 18. února 2012  |
| 5            | 5         | Guilt         | Vina         | Kenneth Fink       | Nikki Toscano                          | 19. října 2011     | 25. února 2013  |
| 6            | 6         | Intrigue      | Intriky      | Tim Hunter         | Dan Dworkin a Jay Beattie              | 26. října 2011     | 4. března 2013  |
| 7            | 7         | Charade       | Šaráda       | Sanford Bookstaver | Mark B. Perry a Joe Fazzio             | 2. listopadu 2011  | 11. března 2013 |
| 8            | 8         | Treachery     | Klam         | Bobby Roth         | Ryan Scott                             | 16. listopadu 2011 | 18. března 2013 |
| 9            | 9         | Suspicion     | Podezření    | Bethany Rooney     | Salvatore Stabile                      | 23. listopadu 2011 | 25. března 2013 |
| 10           | 10        | Loyalty       | Loajalita    | J. Miller Tobin    | Wendy Calhoun a Nikki Toscano          | 7. prosinec 2011   | 1. dubna 2013   |
| 11           | 11        | Duress        | Nátlak       | Jamie Babbit       | Elle Triedman                          | 4. ledna 2012      | 8. dubna 2013   |
| 12           | 12        | Infamy        | Hanba        | Matt Earl Beesley  | Dan Dworkin a Jay Beattie              | 11. ledna 2012     | 15. dubna 2013  |
| 13           | 13        | Commitment    | Příslib      | Kenneth Fink       | Mark B. Perry a Liz Tigelaar           | 18. ledna 2012     | 22. dubna 2013  |
| 14           | 14        | Perception    | Vnímání      | Tim Hunter         | Nikki Toscano a Sallie Patrick         | 8. února 2012      | 29. dubna 2013  |
| 15           | 15        | Chaos         | Chaos        | Sanford Bookstaver | Mark Fish a Joe Fazzio                 | 15. února 2012     | 6. května 2013  |
| 16           | 16        | Scandal       | Skandál      | Kenneth Fink       | Elle Triedman                          | 29. února 2012     | 13. května 2013 |
| 17           | 17        | Doubt         | Pochyby      | Matt Earl Beesley  | Mike Kelley, Dan Dworkin a Jay Beattie | 18. dubna 2012     | 20. května 2013 |
| 18           | 18        | Justice       | Spravedlnost | Bobby Roth         | Liz Tigelaar a Sallie Patrick          | 25. dubna 2012     | 27. května 2013 |
| 19           | 19        | Absolution    | Rozhřešení   | Sanford Bookstaver | Nikki Toscano a Ryan Scott             | 2. května 2012     | 3. června 2013  |
| 20           | 20        | Legacy        | Odkaz        | Eric Laneuville    | Dan Dworkin a Jay Beattie              | 9. května 2012     | 10. června 2013 |
| 21           | 21        | Grief         | Žal          | Randy Zisk         | Mark Fish a Joe Fazzio                 | 16. května 2012    | 17. června 2013 |
| 22           | 22        | Reckoning     | Zúčtování    | Sanford Bookstaver | Mike Kelley a Mark B. Perry            | 23. května 2012    | 24. června 2013 |

### Druhá řada (2012–2013)
| Č. v seriálu | Č. v řadě | Původní název  | Český název | Režie               | Scénář                            | Premiéra v USA     | Premiéra v ČR   |
| ------------ | --------- | -------------- | ----------- | ------------------- | --------------------------------- | ------------------ | --------------- |
| 23           | 1         | Destiny        |             | Kenneth Fink        | Mike Kelley a Mark B. Perry       | 30. září 2012      | nebylo vysíláno |
| 24           | 2         | Resurrection   |             | David Grossman      | Sallie Patrick                    | 7. října 2012      | nebylo vysíláno |
| 25           | 3         | Confidence     |             | J. Miller Tobin     | Gretchen J. Berg a Aaron Harberts | 14. října 2012     | nebylo vysíláno |
| 26           | 4         | Intuition      |             | Randy Zisk          | Dan Dworkin a Jay Beattie         | 21. října 2012     | nebylo vysíláno |
| 27           | 5         | Forgiveness    |             | Matt Earl Beesley   | Sunil Nayar                       | 28. října 2012     | nebylo vysíláno |
| 28           | 6         | Illusion       |             | Bobby Roth          | Michael Foley                     | 4. listopadu 2012  | nebylo vysíláno |
| 29           | 7         | Penance        |             | Colin Bucksey       | Elle Triedman                     | 11. listopadu 2012 | nebylo vysíláno |
| 30           | 8         | Lineage        |             | Christopher Misiano | Nikki Toscano                     | 25. listopadu 2012 | nebylo vysíláno |
| 31           | 9         | Revelations    |             | Kenneth Fink        | Ted Sullivan                      | 2. prosince 2012   | nebylo vysíláno |
| 32           | 10        | Power          |             | Roger Kumble        | Joe Fazzio                        | 6. ledna 2013      | nebylo vysíláno |
| 33           | 11        | Sabotage       |             | John Scott          | Dan Dworkin a Jay Beattie         | 13. ledna 2013     | nebylo vysíláno |
| 34           | 12        | Collusion      |             | Matt Shakman        | Sallie Patrick a Sunil Nayar      | 20. ledna 2013     | nebylo vysíláno |
| 35           | 13        | Union          |             | Wendey Stanzler     | Michael Foley a Ted Sullivan      | 10. února 2013     | nebylo vysíláno |
| 36           | 14        | Sacrifice      |             | Stefan Schwartz     | Mark B. Perry a Joe Fazzio        | 17. února 2013     | nebylo vysíláno |
| 37           | 15        | Retribution    |             | Helen Hunt          | Nikki Toscano a Elle Triedman     | 10. března 2013    | nebylo vysíláno |
| 38           | 16        | Illumination   |             | Bobby Roth          | Michael Foley a Sallie Patrick    | 17. března 2013    | nebylo vysíláno |
| 39           | 19        | Victory        |             | Colin Bucksey       | Dan Dworkin a Jay Beattie         | 24. března 2013    | nebylo vysíláno |
| 40           | 18        | Masquerade     |             | Allison Liddi-Brown | Sunil Nayar a JaSheika James      | 31. března 2013    | nebylo vysíláno |
| 41           | 19        | Identity       |             | Charlie Stratton    | Joe Fazzio a Ted Sullivan         | 28. dubna 2013     | nebylo vysíláno |
| 42           | 20        | Engagement     |             | John Terlesky       | Elle Triedman a Salle Patrick     | 5. května 2013     | nebylo vysíláno |
| 43           | 21        | Truth (Part 1) |             | Randy Zisk          | Michael Foley a Nikki Toscano     | 12. května 2013    | nebylo vysíláno |
| 44           | 22        | Truth (Part 2) |             | J. Miller Tobin     | Mike Kelley a Mark B. Perry       | 12. května 2013    | nebylo vysíláno |

### Třetí řada (2013–2014)
| Č. v seriálu | Č. v řadě | Původní název | Český název | Režie               | Scénář                              | Premiéra v USA     | Premiéra v ČR   |
| ------------ | --------- | ------------- | ----------- | ------------------- | ----------------------------------- | ------------------ | --------------- |
| 45           | 1         | Fear          |             | Kenneth Fink        | Sunil Nayar                         | 29. září 2013      | nebylo vysíláno |
| 46           | 2         | Sin           |             | John Scott          | Joe Fazzio                          | 6. října 2013      | nebylo vysíláno |
| 47           | 3         | Confession    |             | Matt Earl Beesley   | Sallie Patrick                      | 13. října 2013     | nebylo vysíláno |
| 48           | 4         | Mercy         |             | J. Miller Tobin     | Karin Gist                          | 20. října 2013     | nebylo vysíláno |
| 49           | 5         | Control       |             | Allison Liddi-Brown | Ted Sullivan                        | 27. října 2013     | nebylo vysíláno |
| 50           | 6         | Dissolution   |             | Bobby Roth          | Gretchen J. Berg a Aaron Harberts   | 3. listopadu 2013  | nebylo vysíláno |
| 51           | 7         | Resurgence    |             | John Scott          | Christopher Fife                    | 10. listopadu 2013 | nebylo vysíláno |
| 52           | 7         | Secrecy       |             | Colin Bucksey       | Sallie Patrick a JaSheika James     | 17. listopadu 2013 | nebylo vysíláno |
| 53           | 9         | Surrender     |             | Jennifer Getzinger  | Joe Fazzio                          | 24. listopadu 2013 | nebylo vysíláno |
| 54           | 10        | Exodus        |             | Kenneth Fink        | Sunil Nayar a Karin Gist            | 15. prosince 2013  | nebylo vysíláno |
| 55           | 11        | Homecoming    |             | Matt Earl Beesley   | Ted Sullivan                        | 5. ledna 2014      | nebylo vysíláno |
| 56           | 12        | Endurance     |             | Sanford Bookstaver  | Sallie Patrick                      | 12. ledna 2014     | nebylo vysíláno |
| 57           | 13        | Hatred        |             | John Terlesky       | Gretchen J. Berg a Aaron Harberts   | 19. ledna 2014     | nebylo vysíláno |
| 58           | 14        | Payback       |             | Romeo Tirone        | Sunil Nayar a Christopher Fife      | 9. března 2014     | nebylo vysíláno |
| 59           | 15        | Struggle      |             | Chris Misiano       | Michael J. Cinquemani               | 16. března 2014    | nebylo vysíláno |
| 60           | 16        | Disgrace      |             | Matt Shakman        | Shannon Goss                        | 23. března 2014    | nebylo vysíláno |
| 61           | 17        | Addiction     |             | Tara Nicole Weyr    | Joe Fazzio                          | 30. března 2014    | nebylo vysíláno |
| 62           | 18        | Blood         |             | Wendey Stanzler     | Karin Gist                          | 6. dubna 2014      | nebylo vysíláno |
| 63           | 19        | Allegiance    |             | Jennifer Wilkinison | Ted Sullivan                        | 13. dubna 2014     | nebylo vysíláno |
| 64           | 20        | Revolution    |             | Christopher Moore   | Sunil Nayar a Michael J. Cinquemani | 27. dubna 2014     | nebylo vysíláno |
| 65           | 21        | Impetus       |             | J. Miller Tobin     | Gretchen J. Berg a Aaron Harberts   | 4. května 2014     | nebylo vysíláno |
| 66           | 22        | Execution     |             | Kenneth Fink        | Sunil Nayar a Joe Fazzio            | 11. května 2014    | nebylo vysíláno |

### Čtvrtá řada (2014–2015)
| Č. v seriálu | Č. v řadě | Původní název | Český název | Režie               | Scénář                            | Premiéra v USA     | Premiéra v ČR   |
| ------------ | --------- | ------------- | ----------- | ------------------- | --------------------------------- | ------------------ | --------------- |
| 67           | 1         | Renaissance   |             | John Terlesky       | Sunil Nayar a Sallie Patrick      | 28. září 2014      | nebylo vysíláno |
| 68           | 2         | Disclosure    |             | Kenneth Fink        | Joe Fazzio                        | 5. října 2014      | nebylo vysíláno |
| 69           | 3         | Ashes         |             | Colin Bucksey       | Alex Taub                         | 12. října 2014     | nebylo vysíláno |
| 70           | 4         | Meteor        |             | J. Miller Tobin     | Karin Gist                        | 19. října 2014     | nebylo vysíláno |
| 71           | 5         | Repercussions |             | Kate Woods          | Ted Sullivan                      | 26. října 2014     | nebylo vysíláno |
| 72           | 6         | Damage        |             | John Terlesky       | Christopher Fife a Sallie Patrick | 2. listopadu 2014  | nebylo vysíláno |
| 73           | 7         | Ambush        |             | Hanelle Culpepper   | Shannon Goss                      | 9. listopadu 2014  | nebylo vysíláno |
| 74           | 7         | Contact       |             | Paul Holahan        | Joe Fazzio                        | 16. listopadu 2014 | nebylo vysíláno |
| 75           | 9         | Intel         |             | Wendey Stanzler     | Karin Gist                        | 30. listopadu 2014 | nebylo vysíláno |
| 76           | 10        | Atonement     |             | John Terlesky       | Ted Sullivan                      | 7. prosince 2014   | nebylo vysíláno |
| 77           | 11        | Epitaph       |             | Bobby Roth          | Alex Taub                         | 4. ledna 2015      | nebylo vysíláno |
| 78           | 12        | Madness       |             | Matt Shakman        | Sallie Patrick                    | 11. ledna 2015     | nebylo vysíláno |
| 79           | 13        | Abduction     |             | John Scott          | Christopher Fife                  | 18. ledna 2015     | nebylo vysíláno |
| 80           | 14        | Kindred       |             | Romeo Tirone        | Colin Bucksey                     | 25. ledna 2015     | nebylo vysíláno |
| 81           | 15        | Bait          |             | Ty Trullinger       | Shannon Goss                      | 8. března 2015     | nebylo vysíláno |
| 82           | 16        | Retaliation   |             | Alrick Riley        | Jesse Lasky                       | 22. března 2015    | nebylo vysíláno |
| 83           | 17        | Loss          |             | Helen Hunt          | Joe Fazzio                        | 29. března 2015    | nebylo vysíláno |
| 84           | 18        | Clarity       |             | Allison Liddi-Brown | Karin Gist                        | 29. března 2015    | nebylo vysíláno |
| 85           | 19        | Exposure      |             | Jennifer Wilkinison | Wilson Pollock a Andrew Steier    | 12. dubna 2015     | nebylo vysíláno |
| 86           | 20        | Burn          |             | Kenneth Fink        | Ted Sullivan                      | 19. dubna 2015     | nebylo vysíláno |
| 87           | 21        | Aftermath     |             | Rob Greenlea        | Shannon Goss a Christopher Fife   | 26. dubna 2015     | nebylo vysíláno |
| 88           | 22        | Plea          |             | J. Miller Tobin     | Alex Taub                         | 3. května 2015     | nebylo vysíláno |
| 89           | 23        | Two Graves    |             | John Terlesky       | Joe Fazzio                        | 10. května 2015    | nebylo vysíláno |